# Wenzigova

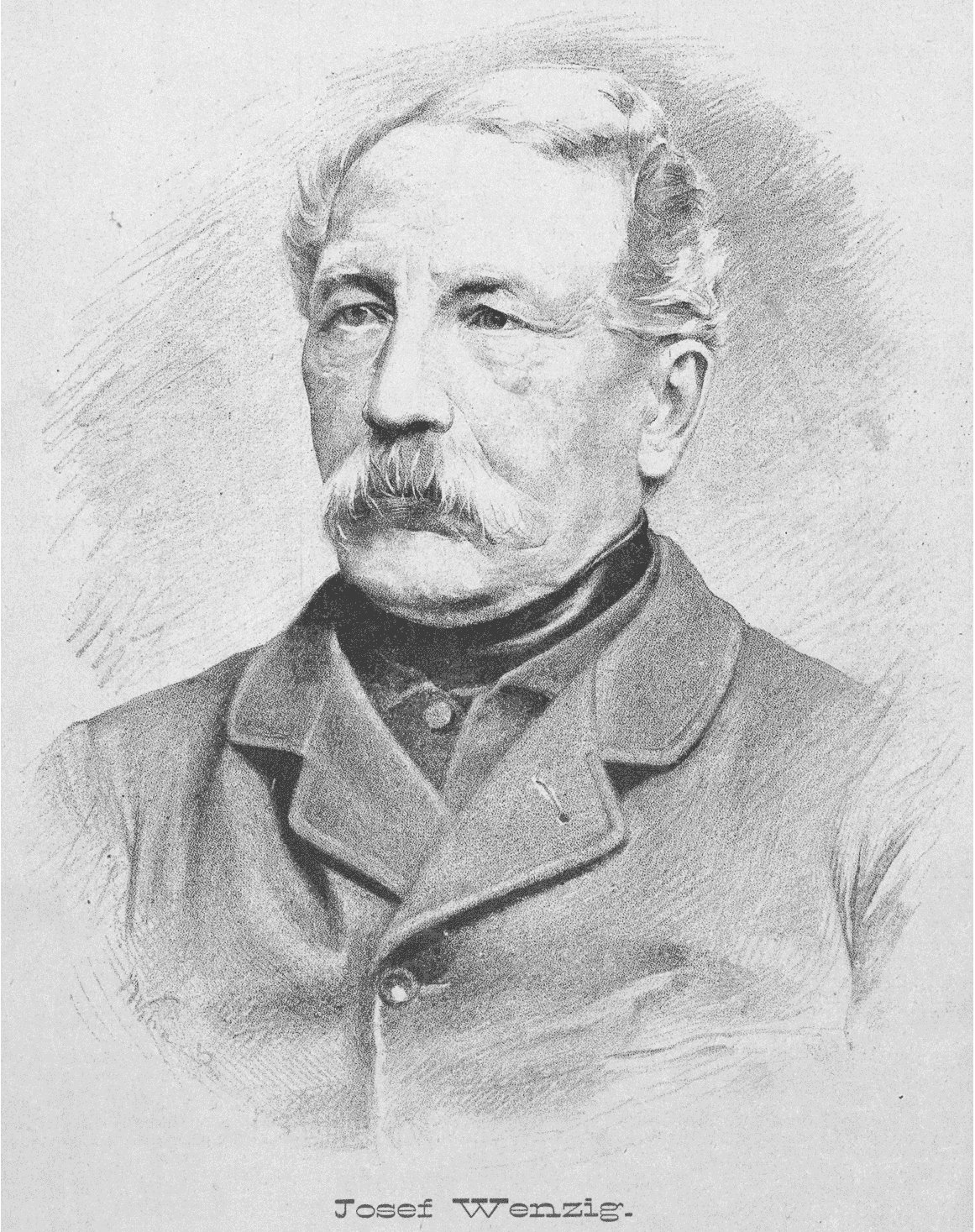
Josef Wenzig (1807–1876) po němž ulice nese své jméno

Wenzigova je ulice v Praze 2. Ulice se táhne západovýchodním směrem od ulice Ke Karlovu na Novém Městě po ulici Bělehradskou na Vinohradech; v bloku mezi ulicemi Legerovou a Lublaňskou tvoří hranici těchto katastrálních území. Tímto směrem je také číslována. Posledními čísly jsou dům číslo 21 a na druhé straně č. 20 – kolej Budeč. Ulice je pojmenována po Josefu Wenzigovi, českém učiteli, spisovateli a libretistovi, který napsal libreta k operám Dalibor a Libuše (autor Bedřich Smetana).

## Popis
Ulice začíná v ulici Ke Karlovu přímo proti tak zvané Zemské porodnici. Je přímá. U čísla 1 ve směru zpět, je autobusová zastávka Dětská nemocnice Karlov, kde zastavuje autobus číslo 291 spojující lékařská zařízení a školy v oblasti této části Prahy, tedy jezdící mezi Karlovým náměstím a náměstím I. P. Pavlova. Dále ulice přetíná ulici Sokolskou, Legerovu a Lublaňskou. Je ukončena schodištěm do ulice Bělehradská. Zde pokračuje ulicí U Zvonařky. Jelikož jsou zde obě ulice ukončeny schodištěm pro pěší do ulice Bělehradská, jsou tyto ulice v těch částech slepé.

### Dopravní řešení

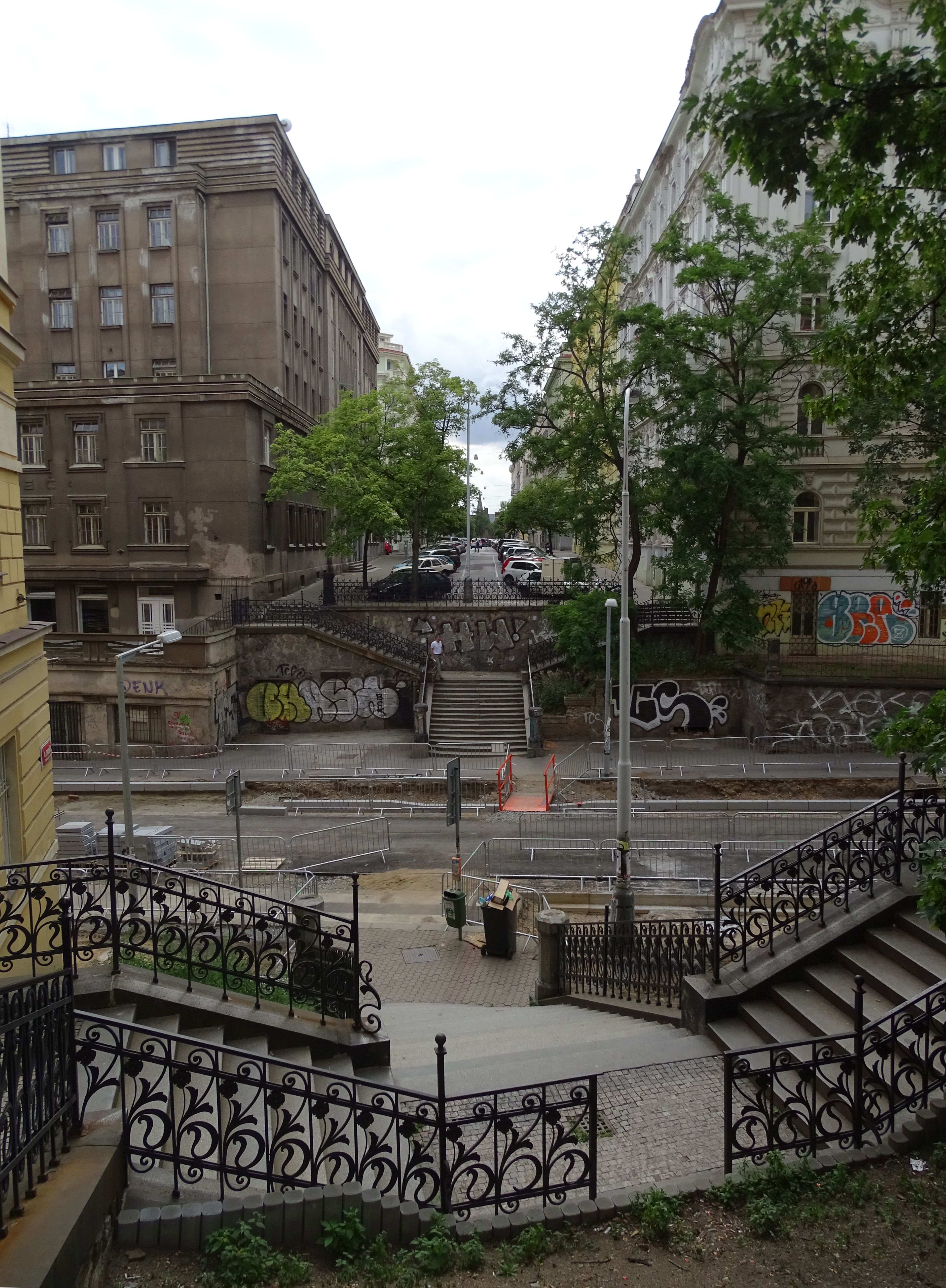
Schodiště u koleje Budeč (vlevo)

V úsecích Bělehradská-Lublaňská a Sokolská-Ke Karlovu je ulice obousměrně průjezdná. V ostatních úsecích je jednosměrná a to ve směru Lublaňská-Sokolská. Jedná se o alternativní nájezd na magistrálu u předmostí Nuselského mostu z této oblasti Král. Vinohrad (klasický nájezd z ulice Anglická bývá ve špičkách na stupni 4 až 5). Původní řešení nájezdů na Legerovu (Lublaňská-Legerova) a na Sokolskou (Lublaňská-Legerova-Fügnerovo náměstí-Sokolská, Wenzigova mezi Legerovou a Sokolskou byla jednosměrkou ve směru Legerova) byl v souvislosti s otevřením tunelu Blanka nahrazeno přímým průjezdem na Sokolskou, přes světelné semafory. Z Lublaňské je nyní možné najíždět jak přímo do Legerovy (odbočení vpravo) tak pokračovat rovně a pak odbočovat vlevo na Sokolskou, nebo pokračovat rovně Ke Karlovu. Na magistrále tak vnikly nové světelné křižovatky, které mohou využívat i pěší.
Wenzigova je v úseku Sokolská-Ke Karlovu využívána autobusem městské hromadné dopravy číslo 291. Nachází se zde zastávka a to pouze v tomto směru, protože linka 291 je okružní. Autobus 291 přijíždí po Sokolské od I.P.Pavlova, kde je jeho počáteční i koncová zastávka. Odbočí vpravo do Wenzigovi, kde má v pořadí druhou zastávku Dětská nemocnice Karlov. Z Wenzigovy odbočuje doprava do ulice Ke Karlovu a pak první doleva do ulice Apolinářská, kde zastaví ve stejnojmenné zastávce.

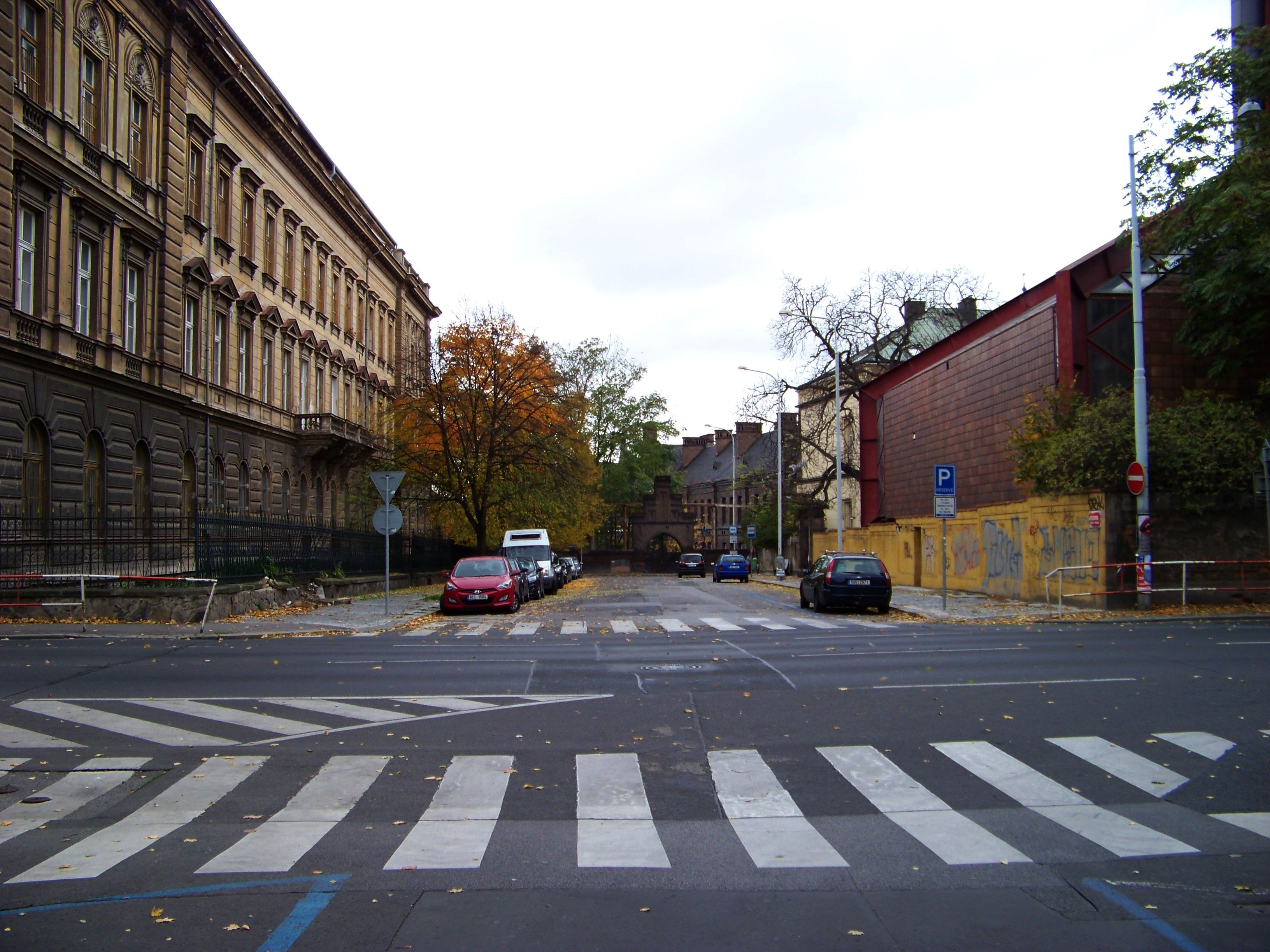
Mezi ulicemi Sokolská a Ke Karlovu. Vlevo Dětská nemocnice, nakonci Zemská porodnice, napravo vzadu část nemocnice, napravo vpředu výtopna, za modrým autem napravo autobusová zastávka.

V převážné části ulice je modrá zóna parkovacího stání, tzn. pro místní. Pouze v úseku Ke Karlovu-Sokolská je zelená zóna určená pro střednědobé stání (max. 6 hodin). V některých úsecích je kombinovaná zóna.

### Významné budovy
V ulici se nacházejí následující významné budovy:
- Nové Město čp. 2083/1 (vlevo) – Centrální kotelna
- Nové Město čp. 455/2 (vpravo) – Dětská nemocnice
- Vinohrady čp. 1982/20 (vpravo) – funkcionalistická budova koleje Budeč (Univerzita Karlova v Praze).